# 孙乐宜
孙乐宜（1907年—1990年），原名思墀，别名益坚，男，祖籍浙江吴兴，生于江西武宁，中华人民共和国政治人物，曾任广州市人大常委会副主任、党组副书记，中国围棋协会副主席，第五、六届全国政协委员。